# Euphorbia rutilis
Euphorbia rutilis är en törelväxtart som först beskrevs av Charles Frederick Millspaugh, och fick sitt nu gällande namn av Paul Carpenter Standley och Julian Alfred Steyermark. Euphorbia rutilis ingår i släktet törlar, och familjen törelväxter. Inga underarter finns listade i Catalogue of Life.